# 彭學麟
彭學麟（？—？），貴州貴陽府貴筑縣人，清朝政治人物。

## 生平
乾隆四年（1739年）己未科三甲第一百四十九名進士，十四年（1749年）八月任元和縣知縣，十五年（1750年）調貴池縣知縣，因侵挪庫項扣留平糶餘錢，被論劾革職，照例徒一年，杖六十，納贖俱免。